# Tulský kreml
Tulský kreml (rusky Тульский кремль) je starobylý kreml na břehu řeky Upy v centru ruské Tuly. V letech 1514–1520 jej nechal vystavět moskevský velkokníže Vasilij III. na posílení obrany před nájezdy Krymských Tatarů na Moskvu. Jedná se o nejstarší objekt ve městě.

## Historie
Roku 1503 získal moskevský velkokníže Ivan III. třetinu rjazaňských měst, včetně Tuly. Od té doby byla Tula majetkem Moskevského knížectví. To tehdy trpělo nájezdy Krymských Tatarů, proto přikázal Vasilij III. roku 1507 založit v Tule, na levém břehu řeky Upy, dubovou pevnost. Tato stavba ve tvaru protáhlého půlkruhu byla dokončena roku 1509. O 5 let později dal kníže Vasilij po vzoru vystavět novou kamennou pevnost, na níž pracovali italští architekti, kteří nedlouho před tím pracovali na Moskevském kremlu. Jejich rukopis je patrný například na cimbuří ve tvaru vlaštovčích ocasů, které do Ruska přinesli z Itálie právě tito, kteří prováděli přestavbu sídla ruských carů.
Nový kreml byl dokončen roku 1520, starší dubové opevnění však zůstalo na místě až do roku 1740. Cihlové hradby byly dlouhé 1066 m a hlavní palebná síla byla soustředěna v jeho 9 věžích. Mezi Ivanovskou věží a řekou byla vyhloubena tajná chodba, která umožňovala obráncům zásobovat se vodou v případě obležení. Půdorys kremlu je obdélníkový.

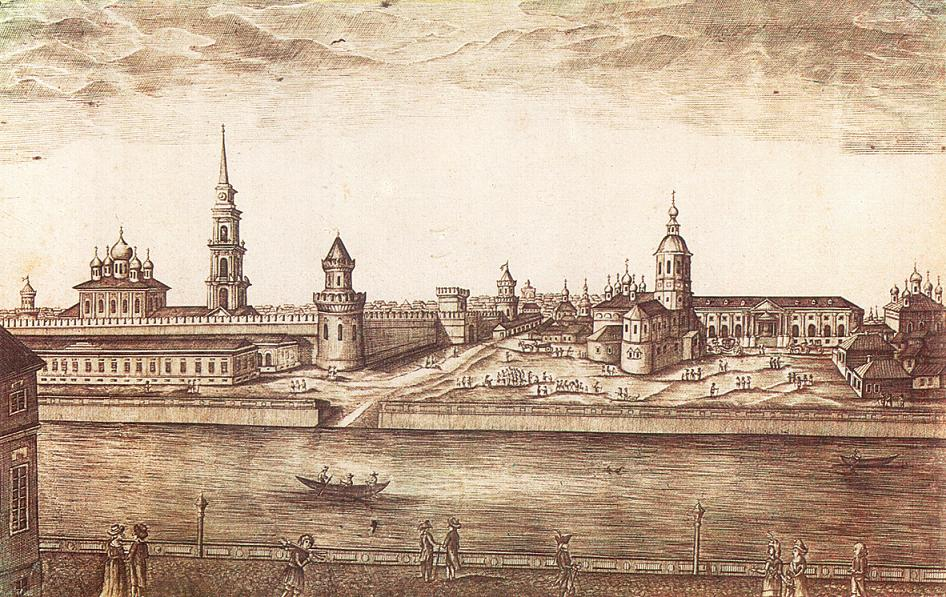
Kreml v roce 1807

V roce 1552, tedy v době kdy byl car Ivan IV. na výpravě na Kazaň, oblehl Tulský kreml krymský chán Devlet I. Geraj. Obránci se nicméně udrželi až do příchodu carského vojska z Kolomny. Tyto události připomíná kámen u Ivanovské brány.
Dřevěné opevnění bylo ve 2. polovině 16. století rozšířeno natolik, že desetinásobně převyšovalo rozlohu kremlu, a chránilo tak celé město.
V roce 1605 se Tula na chvíli stala hlavní městem Ruska, když se ve zdejším kremlu usadil Lžidimitrij I. Právě sem přijížděli tomuto samozvanci přísahat věrnost bojaři a dvořané.
Roku 1607 po čtyři měsíce drželi kreml povstalci v čele s Ivanem Bolotnikovem. Vojsko pod vedením cara Vasilije Šujského marně podniklo několik útoků na pevnost. Pomohl mu nakonec až chytrý bojarský synek, kterého napadlo přehradit řeku Upu pytli se zeminou a vytvořit tak jezero, které by kreml zatopilo. Voda skutečně donutila povstalce kapitulovat. Tuto událost připomíná obelisk, vztyčený v roce 1953.
Po připojení levobřežní Ukrajiny k Rusku v polovině 17. století kreml zcela ztratil svůj vojenský význam. Hradby nicméně na rozdíl od jiných kremlů nebyly zbořeny a dočkaly se dokonce oprav na konci 18. a v 19. století.
Ve 30. letech 20. století byly odstraněny některé objekty, údajně kvůli špatnému technickému stavu. V 50. a 60. letech potom probíhaly restaurátorské a výzkumné práce, jejichž cílem bylo vrátit kremlu původní vzhled.
Po roce 2013 opět proběhly velké opravy, vedené z velké části za prostředky vybrané dobročinným fondem Tulský kreml. V roce 2015 bylo ve zrekonstruovaném historickém objektu otevřeno Muzeum samovarů a tulského perníku, Muzeum historie Tulského kremlu a výstavní sál.
Na rok 2020 se plánují oslavy výročí 500 let Tulského kremlu.
|                       |       |                                                                         |                            |
| Vnitřní strana hradeb | Ochoz | Chrám Zesnutí přesvaté Bohorodice (vlevo) a chrám Zjevení Páně (vpravo) | Pohled z ptačí perspektivy |

## Areál kremlu

### Věže
Kremelské hradby jsou posíleny 9 věžemi, z nichž 4 slouží zároveň jako brána:

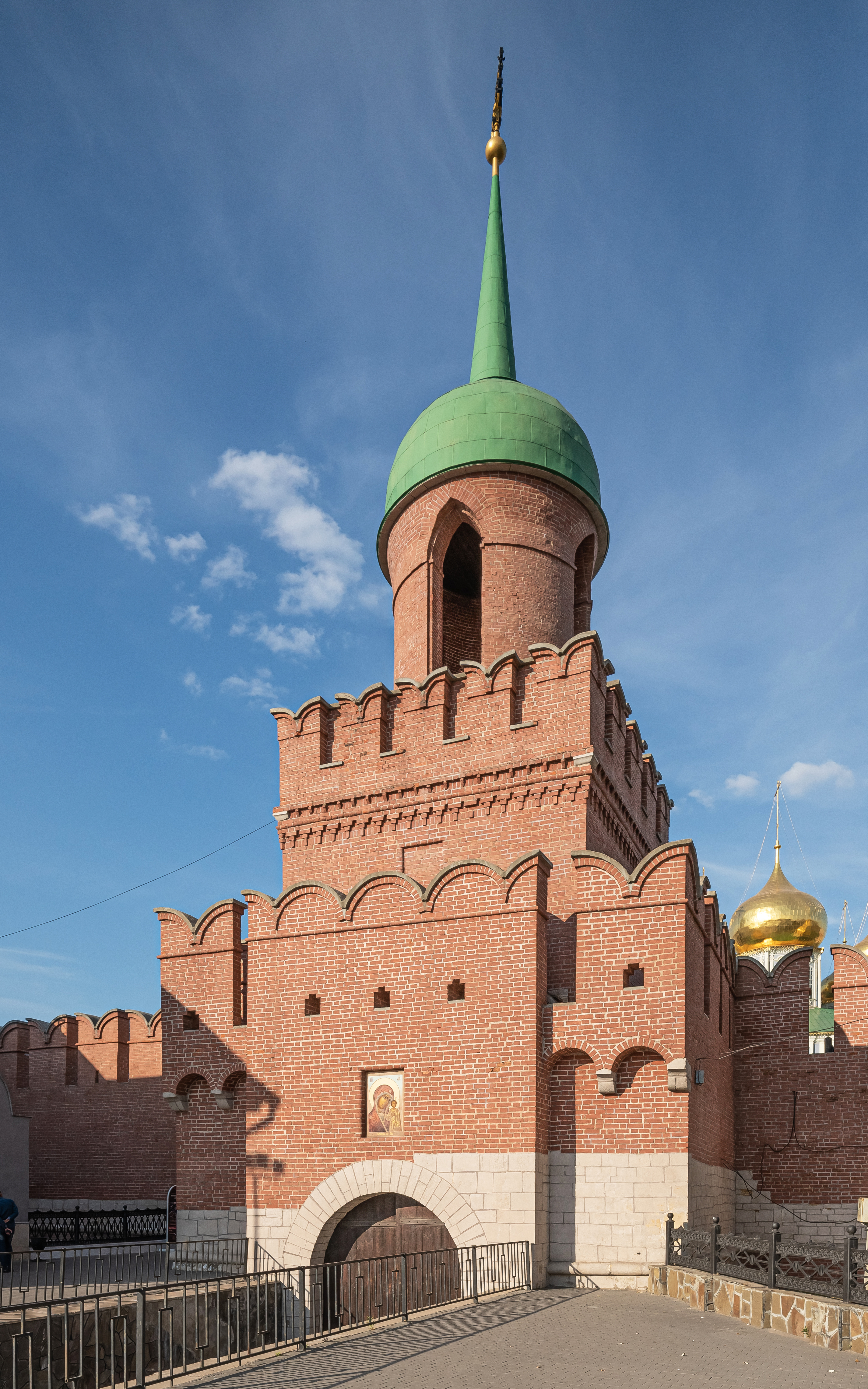
Věž Odojevské brány

- Věž Odojevské bránySpasská věž – byla vystavěna naproti Spasskému chrámu. Původně zde visel zvon, který varoval obyvatele Tuly před příchodem nepřítele. Uvnitř byl uskladněn střelný prach.
- Věž Odojevské brány – též Kazaňská brána, neboť na její fasádě visela Kazaňská ikona Boží Matky. Název Odojevská souvisí s tím, že z ní původně vedla cesta do nedalekého města Odojev (dnes ústí na prospekt Lenina).
- Nikitská věž – nazvána podle přilehlé čtvrti Nikitský konec. Býval zde uložen střelný prach a také zde jednu dobu mučili loupežníky a zloděje.
- Věž Ivanovské brány – ústí do Městského kremelského parku.
- Ivanovská věž – v 16. století se nazývala Tajnická, neboť v této věži se nacházel vchod do tajné podzemní chodby k řece. Tato asi 70 metrů dlouhá štola zajištěná dubovým bedněním umožňovala zásobování kremlu vodou v případě obležení. V 17. století se však zavalila a již nebyla obnovena.
- Věž Na prachárně – v jejím podzemí byl vyhlouben sklad pro potraviny, zbraně a střelný prach.
- Věž Vodní brány – z této brány vycházela náboženská procesí.
- Rohová věž – nejblíže řece Upě.
- Věž Páteční brány – bývaly zde uskladněny zbraně a zásoby pro případ obležení.

### Chrámy
- Chrám Zesnutí přesvaté Bohorodice (1762–1766) – původně letní chrám.
- Chrám Zjevení Páně (1855–1863) – původně zimní chrám, v současnosti se zde nachází pobočka muzea zbraní.